# Hudson Wasp
La Hudson Wasp était une automobile fabriquée par la compagnie Hudson Motor de Détroit (Michigan) de 1952 à 1954. À la suite de la fusion d'Hudson avec Nash Motors pour former l'American Motors Corporation (AMC), la Wasp fut fabriquée à Kenosha (Wisconsin), comme une variante de la plateforme des autos Nash, jusqu'à l'année-modèle 1956. 

## 1951-1954
La Wasp (Série 58) de 1952 était un membre de la livrée des Hudson Pacemaker, remplaçant la Hudson Super Custom de 1951. Elle était disponible en versions berlines deux et quatre portes, coupé décapotable et coupé Hollywood à toit rigide. La Wasp reprenait le style "Step Down" soit un plancher sous le niveau du châssis et son empattement était de 305 cm, le plus court d'Hudson. Sa motorisation était un six cylindres en ligne. La compagnie Hudson en vendit 21 876 en 1953 et 17 792 l'année suivante.

## 1955-1956
Après la fusion avec Nash, la production de tous les automobiles de la nouvelle AMC se fait dans les usines de Nash à partir de plateformes de cette compagnie. AMC continue de produire jusqu'en 1958 des automobiles sous les noms de Nash et Hudson mais qui sont en fait des variantes de la lignée Nash. La nouvelle Wasp est donc basée sur la série supérieure des Nash mais avec le style Hudson. En 1955, son style conservateur qui ne se différencie des Nash que par l'emplacement des phares et l'ouverture de l'aile avant au-dessus des roues n'est pas très populaire. On retrouve deux modèles, soit la berline quatre portes et le coupé Hollywood, tous les deux utilisant un moteur six cylindres en ligne. Les fervents de la marque d'Hudson n'aiment pas ces Nash déguisée et les ventes chutent à 7 191 unités.
La direction d'AMC décide de changer tous les modèles Hudson en 1956 pour leur donner plus de caractère. Elle charge Richard Arbib du design et il développe le "V-Line Styling". Il reprend le triangle du logo de Hudson, en tire le "V" qu'il appliquera au plus grand nombre d'endroits possibles sur et dans l'auto. Sur la grille avant, un treilli rappelant ceux des populaires Hudson Greater Eight de 1931, il superpose un énorme "V" comme sur les Hudson Italia de 1954. L'auto est peinte en trois tons. Le tout donne une apparence unique à la Wasp et aux autres Hudson. Malheureusement, le changement ne porte pas fruit et les ventes de la Wasp tombe à 2 519 unités.
En 1957, AMC coupe de 15 à 4 modèles la série Hudson et la Wasp fait partie des disparues. Seule la Hudson Hornet résiste à la coupure en modèles coupé et sedan et deux styles (Super et Custom). À la fin de l'année-modèle, la lignée Hudson est retiré des ventes et AMC se concentre sur la Rambler, la Metropolitan et l'Ambassador, tous de Nash.